# Эйлерс, Салли
Салли Эйлерс (англ. Sally Eilers, 11 декабря 1908 — 5 января 1978) — американская актриса.

## Биография
Доротея Салли Эйлерс родилась в Нью-Йорке, в семье родителей с еврейскими корнями. Образование получила в Лос-Анджелесе, и в кино Эйлерс пошла лишь потому, что многие её друзья снимались в них. Сама юная актриса специализировалась на танцах. Первые пробы Эйлерс провалились, но через некоторое время она вернулась, и тогда её утвердили.
Дебют Салли Эйлерс состоялся в 1927 году в фильме «Красная мельница», режиссёра Роско Арбакла. Далее она играла в основном второстепенные роли в фильмах. В 1928 году в рекламной кампании WAMPAS Baby Stars Эйлерс стала одной из 13 девушек, подающих надежды в кинематографе.
Популярность в Голливуде актриса приобрела в 1930-х, где была известна своим хорошим настроением и бодростью. Она появлялась в комедиях и мелодрамах, например «Лёгкие миллионы» (1931), в главной роли с Спенсером Трейси и Джорджом Рафтом. В тот же год Салли выходит замуж за Хута Гибсона, но их брак закончился разводом в 1933 году. К концу десятилетия её популярность ослабла, и в фильмах она появлялась всё реже. Окончательно свою карьеру Эйлерс закончила в 1950 году.
Последние годы жизни Салли страдала от слабого здоровья, и 5 января 1978 года она умерла от острого инфаркта миокарда в Вудленд-Хиллзе, Калифорния.

## Избранная фильмография
| Год  |   | Русское название         | Оригинальное название         | Роль                        |
| ---- | - | ------------------------ | ----------------------------- | --------------------------- |
| 1927 | ф | Красная мельница         | The Red Mill                  | девушка на коньках          |
| 1927 | ф | Восход солнца            | Sunrise: A Song of Two Humans | женщина в танцевальном зале |
| 1929 | ф | Уставшая река            | Weary River                   | симпатичная девушка         |
| 1930 | ф | Она не могла сказать нет | She Couldn’t Say No           | Айрис                       |
| 1931 | ф | Переполох в отеле        | Parlor, Bedroom and Bath      | Вирджиния Эмбри             |
| 1931 | ф | Лёгкие миллионы          | Quick Millions                | Дейзи Де Лисл               |
| 1931 | ф | Чёрный верблюд           | The Black Camel               | Джули О’Нил                 |
| 1931 | ф | Плохая девчонка          | Bad Girl                      | Дороти Хейли                |
| 1933 | ф | Центральный аэропорт     | Central Airport               | Джилл Коллинз               |
| 1933 | ф | Ярмарка штата            | State Fair                    | Эмили Джойс                 |
| 1936 | ф | Речи дьявола             | Talk of the Devil             | Энн Барлоу                  |
| 1948 | ф | Коронер Крик             | Coroner Creek                 | Делла Хармс                 |